# The Eagle Has Landed
Albums de Saxon
Denim and Leather
(1981) Power & the Glory
(1983)
The Eagle Has Landed est le premier album en public du groupe anglais de heavy metal, Saxon. Il est sorti le 10 mai 1982 sur le label Carrere Records et a été produit par le groupe. 

## Historique
Les titres de cet album ont été enregistrés en 1981 pendant la tournée européenne de promotion de l'album Denim and Leather. 
Il a été classé à la 5e place dans les charts britanniques et y est resté 19 semaines. Il a été certifié disque d'argent au Royaume-Uni en septembre 1982. Il est le premier album de Saxon avec le batteur Nigel Glockler qui remplace Pete Gill.
Il sera réédité en 2006 avec six titres bonus enregistrés en 1981 et 1982 à l' Hammersmith Odeon de Londres.

## Liste des titres
- Tous les titres sont signés Byford/Oliver/Quinn/Dawson/Gill

Face 1
| No | Titre                        | de l'album            | Durée |
| -- | ---------------------------- | --------------------- | ----- |
| 1. | Motorcycle Man               | Wheels of Steel       | 4:25  |
| 2. | 747 (Strangers of the Night) | Wheels of Steel       | 4:33  |
| 3. | Princess of the Night        | Denim and Leather     | 4:08  |
| 4. | Strong Arm of the Law        | Strong Arm of the Law | 4:23  |
| 5. | Heavy Metal Thunder          | Strong Arm of the Law | 4:10  |

Face 2
| No  | Titre           | de l'album            | Durée |
| --- | --------------- | --------------------- | ----- |
| 6.  | 20 000FT        | Strong Arm of the Law | 3:20  |
| 7.  | Wheels of Steel | Wheels of Steel       | 8:55  |
| 8.  | Never Surrender | Denim and Leather     | 3:48  |
| 9.  | Fire in the Sky | Denim and Leather     | 2:41  |
| 10. | Machine Gun     | Wheels of Steel       | 3:49  |

Titres bonus de réédition 2006
| No  | Titre                   | de l'album            | Durée |
| --- | ----------------------- | --------------------- | ----- |
| 11. | And the Bands Played On | Denim and Leather     | 3:05  |
| 12. | See the Light Shining   | Wheels of Steel       | 5:25  |
| 13. | Frozen Rainbow          | Saxon                 | 6:03  |
| 14. | Midnight Rider          | Denim and Leather     | 5:21  |
| 15. | Dallas 1PM              | Strong Arm of the Law | 6:14  |
| 16. | Hungry Years            | Strong Arm of the Law | 5:52  |

## Musiciens
- Biff Byford : chant
- Graham Oliver : guitares
- Paul Quinn : guitares
- Steve Dawson : basse
- Nigel Glockler : batterie, percussions

## Charts et certifications
Charts
| Pays        | Durée du classement | Meilleur classement | Date         |
| ----------- | ------------------- | ------------------- | ------------ |
| Allemagne   | 5 semaines          | 33e                 | 21 juin 1982 |
| Pays-Bas    | 4 semaines          | 32e                 | 12 juin 1982 |
| Royaume-Uni | 19 semaines         | 5e                  | 29 mai 1982  |
| Suède       | 2 semaines          | 30e                 | 15 juin 1982 |

Certification
| Pays        | Certification | Ventes   | Date              |
| ----------- | ------------- | -------- | ----------------- |
| Royaume-Uni | Argent        | 60 000 + | 24 septembre 1982 |